# Chiesa di Santo Stefano (Montefioralle)
La chiesa di Santo Stefano è un luogo di culto cattolico di Montefioralle, frazione del comune di Greve in Chianti, in provincia di Firenze, all'interno del territorio della diocesi di Fiesole.

## Storia
Di originaria struttura gotica, fu rimaneggiata tra il XVII e il XVIII secolo con l'aggiunta di altari barocchi e subì altri rifacimenti nel XIX secolo.

## Descrizione
Nell'interno, a navata unica, ospita diverse opere di pregio. Al primo altare di destra Santi Michele arcangelo, Jacopo, Stefano e Domenico, tela di Orazio Fidani datata 1647; all'altare maggiore  si trova la tavola del XV secolo raffigurante Trinità e Santi attribuita al Maestro dell'Epifania di Fiesole; sulla sinistra la tavola raffigurante  Annunciazione e Santi del Maestro di Sant'Ivo e databile tra il 1395 e il 1400; al primo altare di sinistra si trova l'opera di maggior pregio qui posta e si tratta della tavola cuspidata della Madonna con Bambino del cosiddetto Maestro di Montefioralle (secondo alcuni studiosi identificabile con Meliore di Jacopo), di scuola fiorentina e datata alla fine del Duecento.
Nella compagnia si trova un Crocifisso ligneo seicentesco e la copia ottocentesca della Madonna di porta Pinti di Andrea del Sarto.